# Swentja Krumscheidt
Swentja Krumscheidt (* 1970er-Jahre in Köln) ist eine deutsche Theaterregisseurin und Dozentin.

## Leben und Wirken
Swentja Krumscheidt wuchs in Köln auf. Nach ihrem Abitur absolvierte sie ein Studium der Germanistik, Sprachwissenschaften, Geschichte und Dramaturgie. Ab Mitte der 1990er-Jahre war sie als Regieassistentin am Schauspielhaus Bad Godesberg tätig. Als Theaterregisseurin inszenierte sie verschiedene Theaterstücke und Musicals, so unter anderem auch an den Bühnen der Stadt Gera, am Landestheater Altenburg, Theater Naumburg oder am Theater Lüneburg. Als Dozentin war sie bislang an der Comödie Dresden, Theaterakademie Vorpommern oder an der Hochschule für Musik und Theater „Felix Mendelssohn Bartholdy“ Leipzig tätig.
Swentja Krumscheidt ist seit 1995 mit dem Schauspieler Andreas Schmidt-Schaller liiert. Beide haben einen gemeinsamen Sohn, den Schauspieler Matti Schmidt-Schaller.